# Baeocrara variolosa
Baeocrara variolosa är en skalbaggsart som först beskrevs av Étienne Mulsant och Claudius Rey 1861.  Baeocrara variolosa ingår i släktet Baeocrara, och familjen fjädervingar. Arten är reproducerande i Sverige.